# Lime Ridge, Wisconsin
Lime Ridge là một làng thuộc quận Sauk, tiểu bang Wisconsin, Hoa Kỳ. Năm 2006, dân số của làng này là 169 người.